# Krång Anders Andersson
Krång Anders Andersson, född 25 december 1726, död 30 augusti 1799, var en svensk urmakare i byn Östnor i Mora socken, och tillverkare av moraklockor.
Andersson tillhörde den första generationen av moraurmakare. Han kan vara identisk med den KAA som signerat den äldsta kända moraklockan, vilken liknar stjärnsundsuren. Uret antas var gjort i en verkstad kopplad till Polhems urfabrik i Stjärnsund, och att de första moraurmakarna där lärt sig hantverket.